# Xavier Jordana Rossell
Pour les articles homonymes, voir Jordana et Rossell.
 (mai 2017).
Si vous disposez d'ouvrages ou d'articles de référence ou si vous connaissez des sites web de qualité traitant du thème abordé ici, merci de compléter l'article en donnant les références utiles à sa vérifiabilité et en les liant à la section « Notes et références ».
Xavier Jordana Rossell, homme politique andorran, né le 28 septembre 1956. Il est membre du Parti libéral d'Andorre.
Il est licencié en droit et diplômé en histoire et géographie par l'université de Barcelone. Il exerce la profession d'avocat.